# Diospyros thwaitesii
Diospyros thwaitesii är en tvåhjärtbladig växtart som beskrevs av Richard Henry Beddome. Diospyros thwaitesii ingår i släktet Diospyros och familjen Ebenaceae. Inga underarter finns listade i Catalogue of Life.